# Butler Capital Partners
Pour les articles homonymes, voir Butler.
Butler Capital Partners est une société d'investissements française faisant partie des leaders indépendants en France du capital-investissement. Elle couvre une large gamme de types d’investissement (capital développement, LBO et retournement).
Son président-fondateur est Walter Butler.

## Investissements
Un exemple d'opération de Butler Capital Partners est l’acquisition en LBO auprès du groupe Pernod Ricard du groupe international ATYS (ex-Sias MPA), leader mondial des préparations aux fruits pour les yaourts, en mai 2002. 
Ce fonds n'a pas de secteur de prédilection. En douze ans, la société a investi dans France Champignons, César (déguisements), le transporteur routier Giraud, le groupe Flo ou la SSII Osiatis (Thomainfor, une ex-filiale de Thomson). Son fonds, créé en 1990, est enfin moins agressif que la concurrence, puisqu'il reste sept ans en moyenne au capital d'une entreprise avant de la revendre, contre trois à cinq ans pour le reste de la profession. 
En 2005-2006, il est le repreneur retenu, conjointement avec Veolia Transport, par l'État pour la privatisation de la SNCM. Butler revendra sa participation à Transdev. Il empoche une plus-value de 60 millions d'euros. Au regard de ce qui se passe actuellement sur le dossier SNCM, cette transaction pèse lourd dans le passif de la société.
En juin 2006, Butler Capital Partners participe au rachat du Paris Saint-Germain Football Club à Canal+. Le 11 janvier 2008, il annonce vendre environ 28 des 33,3 % qu'il possède à l'un des autres actionnaires du club, Colony Capital, sans se désengager de l'administration du club. Ses parts restantes seront ensuite diluées au fil des ans puis totalement rachetées par Qatar Sports Investments en mars 2012.
En septembre 2011, Butler obtient la reprise des actifs de la société Anovo en promettant de reprendre 4 ou 5 salariés de plus que le dossier concurrent. Il ne reprend que les comptes clients bénéficiaires pour une somme faible. La société Anovo possède deux clients principaux : SFR et Orange. La société Anovo travaille sur le reconditionnement des box Internet, avec un facturation au client de 40 à 50 euros la box, ce qui lui amène une marge de 40% sur ces activités.
En mars 2015, Butler revend Anovo pour 110 millions d'euros à l'américain Ingram en battant au passage son record de plus-value puisque la mise de fond pour la reprise des actifs était inférieure à 20 M d'€.
En décembre 2007, Butler Capital Partners boucle le rachat des magasins culturels Virgin Megastore et Furet du Nord, autrefois propriétés du groupe Lagardère Services.
Début 2013, il apparaît que BCP a réalisé quelques très bonnes affaires, en particulier avec OSIATIS dont le nombre de salariés a passé de 500 à 4500 salariés depuis la prise de participations. Ils n'ont fait que deux très mauvaises affaires  : SERNAM, dans laquelle ils ont investi environ 15 M€, et Virgin Megastore France, dans laquelle ils possédaient 73 % au moment de la cessation de paiement début 2013.
En novembre 2018, l'entreprise rachète 100% du cabaret parisien Le Paradis Latin.
Butler Capital Partners a été classée dans la catégorie "Incontournable" dans la catégorie des investisseurs en retournement par le magazine Décideurs en 2018.